# Alexander Gerst
Alexander Gerst, född 3 maj 1976 i Künzelsau i Baden-Württemberg, är en tysk ESA-astronaut. Gerst studerade till en magisterexamen i geovetenskap vid Victoria University of Wellington i Nya Zeeland.

## Rymdfärder
- Expedition 40 / 41, Sojuz TMA-13M

- Expedition 56 / 57, Sojuz MS-09

Han förde befäl över Expedition 57.

## Rymdfärdsstatistik
| Färd             | Datum (UTC)               | Tid                     | EVA      |
| ---------------- | ------------------------- | ----------------------- | -------- |
| Expedition 40/41 | 28 maj - 10 november 2014 | 165 dag, 8 tim, 1 min   | 06:13:00 |
| Expedition 56/57 | 6 juni - 20 december 2018 | 196 dag, 17 tim, 50 min | 00:00:00 |
| Totalt           | Totalt                    | 362 dag, 1 tim, 51 min  | 06:13:00 |